# Площадь Розы Люксембург (Луганск)

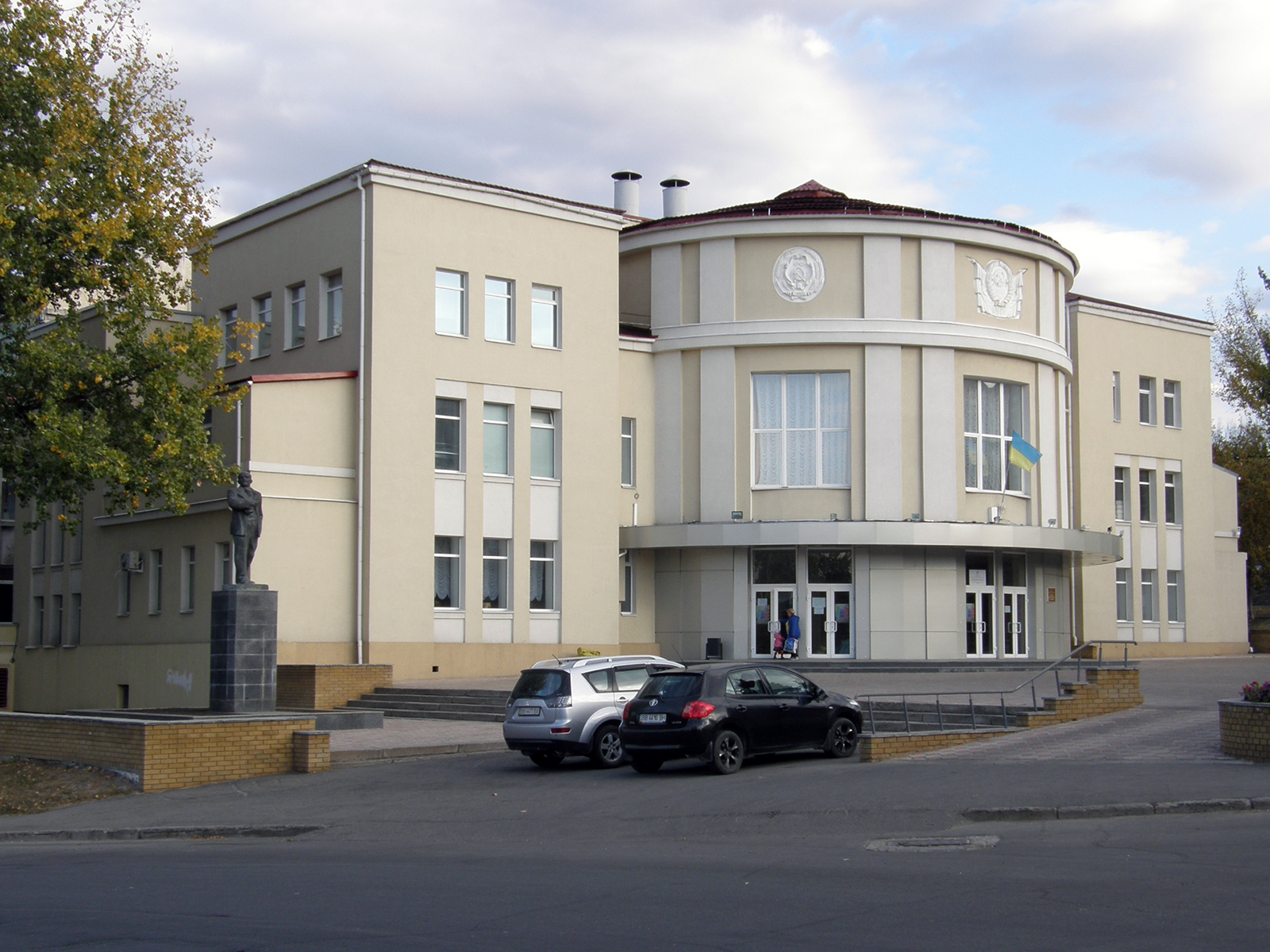
Дворец культуры им. Ленина на пл. Розы Люксембург

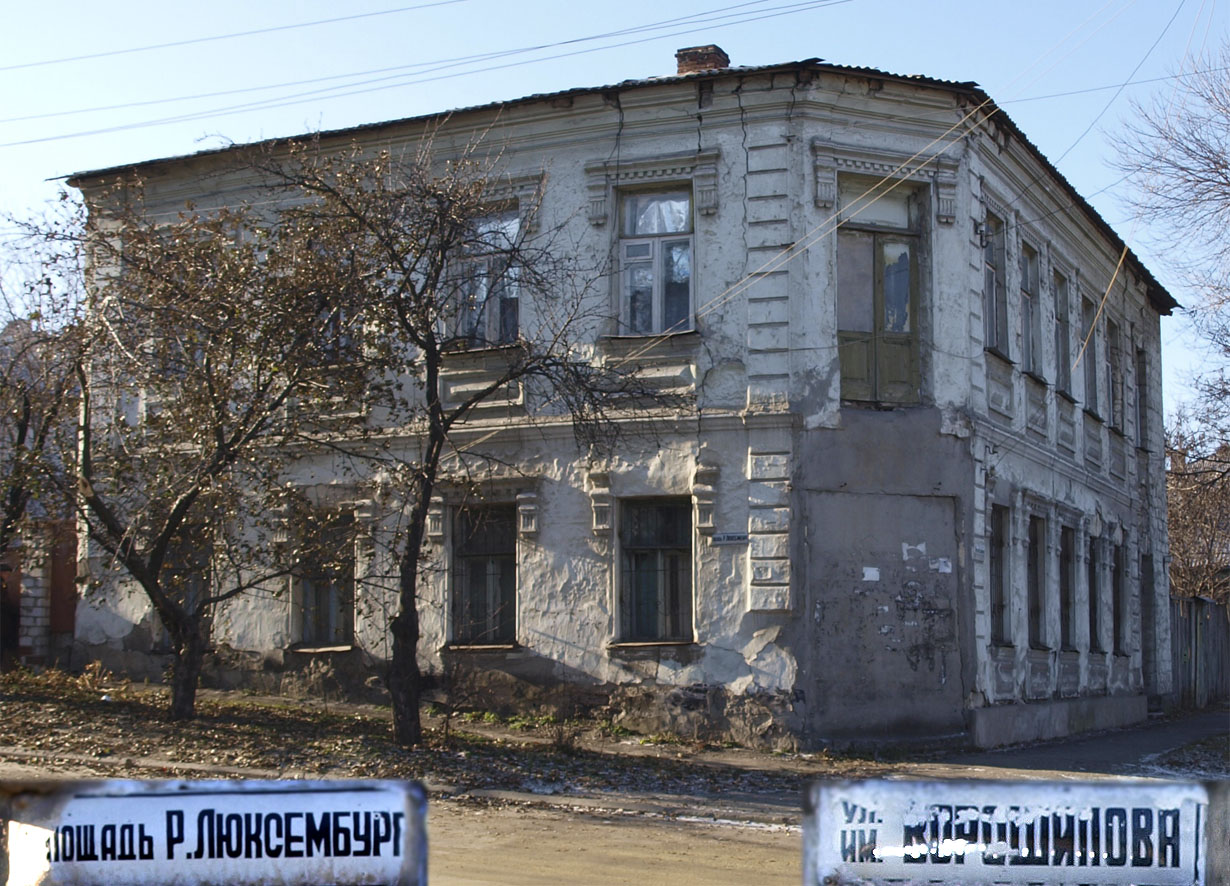
Архитектура начала XX века на пл. Розы Люксембург (дом по ул. Октябрьская, 49)

Площадь Розы Люксембург (укр. Площа Рози Люксембург; ранее - Преображенская) — площадь в Луганске, расположенная между улицами Интернациональной (бывшей Ильинской), Октябрьской (Екатеринославской, Ворошилова), 17-й и 18-й линиями. Бывший центр исторического района Гусиновка.
Основание немецким промышленником Густавом Гартманом Луганского тепловозостроительного завода способствовало развитию рабочего поселка Гусиновка. В 1897 году средствами жителей поселка была построена Преображенская церковь, вокруг которой основана одноименная площадь. Кроме церкви здесь действовали церковная школа, две школы грамоты и начальное училище. Через площадь проходила улица Преображенская (Фрунзе), которая соединяла Гусиновку с центром Луганска. С установлением в городе советской власти улицам и площадям стали присваивать названия, соответствующие духу времени. В 1921—1922 годах Луганский отдел исполкома переименовал Преображенскую площадь в честь Розы Люксембург. Церковь становится идеологически враждебным архитектурным объектом. Было принято решение о возведении новой архитектурной доминанты площади — театра-клуба металлистов (впоследствии Дворца культуры имени Ленина), стоимостью 600 тыс. рублей. Строительство центра общественно-культурной жизни продолжалось с 1927 по 1929 год. В декабре 1929 года власти закрыли церковь и намеревалась обустроить в её помещении кинотеатр. Однако в октябре 1933 года горсовет отнес к первоочередной задаче реконструкцию площади Розы Люксембург с немедленным сносом храма под предлогом прокладки первой трамвайной линии. Храм взорвали, а 1 мая 1934 года был пущен первый луганский трамвай, соединивший проходную тепловозостроительного завода с 3-м километром. ДК им. Ленина стал одним из самых популярных заведений, в котором проходили партийные собрания и культурные мероприятия.
Памятники:
- В 1967 году установлен памятник Ленину.
- В сквере находится памятник Советскому солдату. В настоящее время сквер находится в запущенном состоянии.